# EM Carinae
EM Carinae (EM Car / HD 97484 / SAO 251312) es una estrella variable de magnitud aparente media +8,52.
Se encuentra aproximadamente a 7100 años luz del sistema solar en dirección a la constelación de Carina.
EM Carinae es una binaria eclipsante que en 1924 fue reconocida como tal por Ejnar Hertzsprung.
Las dos componentes del sistema son estrellas muy calientes y masivas, ambas de tipo espectral O8V y 34.000 K de temperatura efectiva.
Aunque muy semejantes, no son idénticas; la componente principal es más masiva y más grande, con una masa de 23,3 masas solares y un radio 9,35 veces más grande que el del Sol.
Gira sobre sí misma con una velocidad de rotación proyectada de 150 km/s.
La componente secundaria posee una masa equivalente a 21,8 soles y es 8,41 veces más grande que éste. Rota a una velocidad de al menos 130 km/s.
La edad del sistema se estima entre 4 y 5 millones de años.
El período orbital del sistema es de 3,4143 días. En el eclipse principal, el brillo de la estrella disminuye 0,27 magnitudes cuando la estrella más pequeña —79.500 veces más luminosa que el Sol— pasa por delante de la estrella más grande, cuya luminosidad es 100.000 veces superior a la luminosidad solar.
También hay un eclipse secundario que provoca un descenso de brillo de 0,17 magnitudes.
El semieje mayor de la órbita es de 0,16 UA, siendo la excentricidad e = 0,012.
No existe intercambio de materia entre componentes, por lo que no es una binaria de contacto.